# Very Bad Trip 2
Pour les articles homonymes, voir Hangover et Bad trip (homonymie).
Série Very Bad Trip
Very Bad Trip
(2009) Very Bad Trip 3
(2013)
Pour plus de détails, voir Fiche technique et Distribution.
Very Bad Trip 2 (The Hangover Part II), ou Lendemain de veille 2 au Québec et au Nouveau-Brunswick, est un film américain réalisé par Todd Phillips et sorti en 2011.
Il s'agit de la suite de Very Bad Trip, sorti en 2009.
Le film suit les quatre amis Phil, Alan, Doug et Stu qui s'envolent vers la Thaïlande pour assister au mariage de ce dernier. Cette fois, Stu ne veut prendre aucun risque : il opte pour un simple brunch d'avant mariage et refuse qu'Alan vienne au mariage, avant que Phil et Doug ne le poussent à le laisser venir.

## Synopsis
Phil Wenneck (Bradley Cooper), Alan Garner (Zach Galifianakis), Doug Billings (Justin Bartha) et Stuart « Stu » Price (Ed Helms) s'envolent vers la Thaïlande pour assister au mariage de ce dernier. Cette fois, Stu ne veut prendre aucun risque : il opte pour un simple brunch d'avant mariage et refuse qu'Alan vienne au mariage, avant que Phil et Doug ne le poussent à le laisser venir.
Sur place, les quatre amis retrouvent la future épouse de Stu, Lauren (Jamie Chung), mais aussi son père (Nirut Sirichanya), qui n'apprécie pas Stu, et le frère cadet, Teddy, un jeune surdoué. Après le repas, Phil, Doug, Alan, Stu et Teddy vont sur la plage près de l'hôtel pour boire une bière entre hommes autour d'un feu, pour lequel Alan a ramené des marshmallows.
Le lendemain, Phil, Stu et Alan se réveillent dans une chambre d'hôtel de Bangkok, sans souvenir de la nuit passée. Alan a le crâne tondu, Stu porte le même tatouage sur le visage que Mike Tyson, il y a un singe dans la chambre et l'annulaire de Teddy est dans une vasque d'eau. Alan jure que cette fois-ci, il n'y est pour rien. Sous des couvertures, les amis retrouvent Leslie Chow (Ken Jeong), l'esprit encore embrumé de la nuit, mais au moment où il s'apprête à raconter leur nuit, il prend de la cocaïne et s'effondre d'un arrêt cardiaque. Phil, Stu et Alan, après avoir caché le corps dans le distributeur de glace, partent à la recherche de futur beau-frère de Stu à travers Bangkok.
Doug, indemne et à l'hôtel pour le mariage, les informe que Teddy a été arrêté, mais il s'agit d'un prêtre bouddhiste ayant fait vœu de silence qui a les papiers du jeune homme. Grâce à une carte du porte-feuilles de Teddy, ils retrouvent l'adresse d'une rue saccagée. Là, le tatoueur qui a fait le dessin de Stu leur explique que ce sont eux qui ont causé le désordre de la rue en provoquant une manifestation réprimée par la police. Quand ils ramènent le prêtre dans son temple, les trois compères se font d'abord rosser par les moines, car ils perturbent le silence du lieu. Les moines tentent ensuite de les aider à se remémorer la nuit par la méditation. Ainsi, le souvenir d'un commerce revient à l'esprit d'Alan : un club de strip-tease tenu par un homme qui compte revendre des armes à Mr Chow. Se rendant sur les lieux, ils découvrent que Stu a passé une partie de la nuit avec Kimmy, qui s'avère être une katoï, qui l'a sodomisé. En sortant, les trois amis se font agresser par deux mafieux qui leur prennent le singe et tirent dans le bras de Phil en partant.
Quand Phil est soigné, Alan leur avoue la vérité : afin d'endormir Teddy, il avait drogué les marshmallows du feu sur la plage avec des relaxants musculaires et des médicaments contre le TDA, mais dans la nuit, il s'est trompé de sachet. La bagarre qui s'ensuit leur permet de retrouver l'adresse et l'heure d'un rendez-vous écrites sur le ventre d'Alan. Les trois y rencontrent Kingsley, un autre mafieux qui fixe un ultimatum à Chow : un mot de passe d'un compte bancaire en échange de Teddy. Contraints de fouiller le corps de Chow, toujours à l'hôtel, Stu, Phil et Alan découvrent que Chow n'est pas mort, mais que le mot de passe est sur le singe. Le soir, Chow, Phil, Alan et Stu parviennent à récupérer le singe ; s'ensuit une course-poursuite où le singe est blessé. Alan le laisse donc devant une clinique vétérinaire avant de rejoindre Kingsley pour la transaction. Mais là, surprise : Kingsley est un agent d'Interpol qui arrête Chow, laissant les trois amis seuls, puisqu'ils n'ont pas retrouvé Teddy.
Phil, Alan et Stu sont désemparés et pensent à fuir le mariage. Soudain, lors d'une panne de courant, Stu comprend où est Teddy : dans l'hôtel où ils se sont réveillés, Teddy est allé chercher de la glace, mais une panne de courant l'a coincé dans l'ascenseur, où il est depuis maintenant deux jours, déshydraté et avec un doigt en moins mais en vie. Grâce à Alan, ils embarquent sur le bateau privé de Chow pour rejoindre l'hôtel du mariage juste à temps.
Dans la soirée, Alan fait un cadeau à Stu : Mike Tyson vient chanter à son mariage. Avec Teddy et Doug, tous se font la même promesse que dans le premier film : regarder les photos de la nuit - retrouvées sur le portable de Teddy - avant de les supprimer et de ne plus en reparler ensuite.
Les photos apparaissent une par une pendant le générique de fin : Stu en plein orgasme alors qu'il se fait sodomiser par Kimmy, les quatre amis sniffant de la cocaïne et s'amusant à raser le crâne d'Alan, Stu hurlant de douleur alors qu'il se fait tatouer le visage, Teddy se coupant le doigt pour amuser la galerie, et les compères imitant avec Chow la célèbre photo d'un officier sud-vietnamien abattant un prisonnier Viet-Cong durant l'offensive du Têt.

## Fiche technique
- Titre original : The Hangover Part II
- Titre français : Very Bad Trip 2
- Titre québécois : Lendemain de veille 2
- Réalisation : Todd Phillips
- Scénario : Craig Mazin, Todd Phillips et Scot Armstrong, d'après les personnages créés par Jon Lucas et Scott Moore
- Musique : Christophe Beck
- Direction artistique : Desma Murphy et Philip Toolin
- Décors : Bill Brzeski
- Costumes : Louise Mingenbach
- Photographie : Lawrence Sher
- Son : Gregg Landaker, Ron Bartlett, Cameron Frankley
- Montage : Debra Neil-Fisher et Michael L. Sale
- Production : Todd Phillips et Daniel Goldberg
  - Production exécutive : Chris Lowenstein
  - Production déléguée : Thomas Tull, Chris Bender, Scott Budnick, J.C. Spink, Jon Jashni[2] et Vineet[2]
  - Production associée : Joseph Garner
  - Coproduction : David Siegel et Jeffrey Wetzel
- Sociétés de production[3] : Green Hat Films, avec la participation de Warner Bros., en association avec Legendary Entertainment
- Société de distribution : Warner Bros.
- Budget : 80 millions de $[4]
- Pays de production :  États-Unis
- Langues originales : anglais, thaï
- Format[5] : couleur (Technicolor) - 2,39:1 (Cinémascope) - 35 mm / D-Cinema - son Dolby Digital
- Genre : comédie
- Durée : 102 minutes
- Dates de sortie[1] :
  - France, Belgique : 25 mai 2011
  - États-Unis, Québec[6], Suisse romande[7] : 26 mai 2011
- Classification[8] :
  - États-Unis : interdit aux moins de 17 ans (R – Restricted) [Note 1]
  - France : tous publics[9]
  - Québec : 13 ans et plus (13+ / 13 years and over)[6]

## Distribution
- Bradley Cooper (VF : Alexis Victor ; VQ : Philippe Martin) : Phil Wenneck
- Ed Helms (VF : David Krüger ; VQ : Frédéric Paquet) : Stuart « Stu » Price, dentiste, ami de Phil
- Zach Galifianakis (VF : Daniel Lafourcade ; VQ : Louis-Philippe Dandenault) : Alan Garner
- Justin Bartha (VF : Sébastien Desjours ; VQ : Hugolin Chevrette) : Doug Billings, ami de Phil et de Stu, beau-frère d'Alan
- Ken Jeong (VF : Thierry Kazazian ; VQ : Nicolas Charbonneaux-Collombet) : Leslie Chow
- Jamie Chung (VF : Geneviève Doang ; VQ : Ariane-Li Simard-Côté) : Lauren, fiancée de Stu
- Nick Cassavetes (VF : Patrick Béthune) : le tatoueur
- Mike Tyson (VF : Pascal Vilmen ; VQ : Daniel Roy) : lui-même[10]
- Paul Giamatti (VF : Jean-Loup Horwitz ; VQ : Alain Zouvi) : Kingsley[11]
- Sasha Barrese (VF : Élisabeth Ventura ; VQ : Nadia Paradis) : Tracy Billings[12], épouse de Doug, sœur d'Alan
- Jeffrey Tambor (VF : Richard Leblond ; VQ : Marc Bellier) : Sid Garner, père de Tracy et d'Alan
- Sondra Currie (VF : Rafaèle Moutier) : Linda Garner, épouse de Sid, mère de Tracy et d'Alan
- Bryan Callen (VF : Raphaël Cohen) : Samir
- Mason Lee (VF : Nathanel Alimi ; VQ : Alexandre Bacon): Teddy, frère cadet de Lauren, étudiant à l'université Stanford, futur beau-frère de Stu
- Yasmin Lee (VF : Odile Schmitt) : Kimmy, stripteaseuse katoï
- Vithaya Pansringarm : le prêtre
- Nirut Sirichanya (Nirut Sirijanya) (VF : Gérard Rinaldi) : le père de Lauren et de Teddy
- Penpak Sirikul : Joy

- Version française
  - Société de doublage : Dubbing Brothers
  - Direction artistique : Marie-Laure Beneston
  - Adaptation : Marion Bessay

Source : rsdoublage
Source : doublage.qc.ca

## Production

### Genèse du projet
Dès avril 2009, Warner Bros. charge le réalisateur Todd Phillips d'écrire la suite de Very Bad Trip, alors que sa sortie n'est prévue qu'en juin 2009 aux États-Unis. Ensuite, en raison du succès du film, le projet est alors confirmé.

### Attribution des rôles
Les quatre acteurs principaux reprennent tous leur rôle. Cependant, Heather Graham ne reprend pas son rôle de Jade, la strip-teaseuse du premier film, mais apparait en photo.
Mel Gibson devait initialement jouer le rôle du tatoueur, mais, les autres comédiens étant réticents à travailler avec lui en raison de ses frasques, il est écarté du projet au profit de Liam Neeson, qui le remplace au pied levé,. Mais au montage, le réalisateur a dû refaire la séquence avec Liam Neeson pour des questions d'enchaînement : l'acteur n'étant pas disponible, la scène a dû être retournée avec l'acteur-réalisateur Nick Cassavetes.

### Tournage
Le tournage a débuté le 8 octobre 2010 à Ontario en Californie. Le reste du tournage a eu lieu à Bangkok en Thaïlande.

## Bande originale
Bandes originales de Very Bad Trip
Very Bad Trip
(2009) Very Bad Trip 3
(2013)
La bande originale contient des titres de rap comme ceux de Kanye West ou Flo Rida, des chansons davantage pop rock
ainsi que des dialogues extraits du film.
| 1.  | Black Hell                                    | Danzig                                                              | 4:14 |
| 2.  | You Can't Just Skip Out of the Bachelor Party | Bradley Cooper & Ed Helms                                           | 0:12 |
| 3.  | Stronger                                      | Kanye West                                                          | 5:11 |
| 4.  | Stu's First Marriage                          | Bradley Cooper & Zach Galifianakis                                  | 0:10 |
| 5.  | The Downeaster Alexa                          | Billy Joel                                                          | 3:42 |
| 6.  | Holla, City of Squaller                       | Bradley Cooper & Ken Jeong                                          | 0:10 |
| 7.  | The Beast in Me                               | Mark Lanegan                                                        | 2:45 |
| 8.  | What the Fuck Is Going On?!                   | Ed Helms                                                            | 0:06 |
| 9.  | Sofi Needs a Ladder                           | Deadmau5                                                            | 6:41 |
| 10. | Allentown                                     | Ed Helms                                                            | 1:24 |
| 11. | Pusher Man                                    | Curtis Mayfield                                                     | 4:59 |
| 12. | Seriously, What Is Wrong with You Three?      | Sasha Barrese                                                       | 0:06 |
| 13. | Love Train                                    | Wolfmother                                                          | 3:00 |
| 14. | Farting Medication                            | Bradley Cooper, Zach Galifianakis, Ed Helms, and Aroon Seeboonruang | 0:13 |
| 15. | I Ran                                         | Ska Rangers                                                         | 4:11 |
| 16. | When a Monkey Nibbles                         | Zach Galifianakis                                                   | 0:06 |
| 17. | One Night in Bangkok                          | Mike Tyson                                                          | 3:25 |
| 18. | Hold on, Gay Boys                             | Ken Jeong                                                           | 0:06 |
| 19. | Just the Way You Are                          | Ska Rangers                                                         | 5:10 |
| 20. | Bad Man's World                               | Jenny Lewis                                                         | 3:39 |
| 21. | Turn Around (5, 4, 3, 2, 1)                   | Flo Rida                                                            | 3:21 |

## Accueil

### Promotion
La première bande-annonce du film est diffusée sur Internet dès février 2011, puis en salles en avril. Mais elle est ensuite retirée des cinémas américains en raison d'une règle de la MPAA interdisant la diffusion d'une bande-annonce d'un film non classifié.

### Accueil critique
Very Bad Trip 2 reçoit dans l'ensemble des avis mitigés, voire négatifs de la part des critiques des pays anglophones, obtenant un pourcentage de 34 % sur Rotten Tomatoes, basé sur 233 commentaires (79 positifs et 154 négatifs) sur une note moyenne de 4,9⁄10 et une moyenne de 44⁄100 sur Metacritic, basé sur 40 commentaires (10 positifs, 22 mitigés et 8 négatifs)
En France, Allociné lui attribue une note moyenne de 2,3⁄5 à partir de l'interprétation des critiques de presse rencensées.
Le film a obtenu plusieurs nominations pour des récompenses parodiques. Il est par exemple nommé aux Razzie Awards dans la catégorie « pire suite, préquelle, remake ou dérivé », tandis que l'acteur Ken Jeong, jouant Mr. Chow, a été nommé dans la catégorie pire acteur dans une comédie.

### Box-office
Le film, malgré un accueil critique moins bon que celui du premier volet, a rapporté plus d'argent que celui-ci, avec 581 millions de dollars de recettes, contre 467 millions pour le premier. Ce succès commercial a permis à la Warner de prolonger d'un épisode l'aventure du trio déjanté. Cependant, les trois acteurs principaux, Bradley Cooper, Ed Helms et Zach Galifianakis, ont demandé 15 millions de dollars chacun pour rempiler d'un épisode dans leur personnage respectif, contre 5 millions dans Very Bad Trip 2, et 1 million dans le premier film.
En France, le film réalise un bon démarrage avec 802 166 entrées en une semaine, et a atteint le million d'entrées lors de sa seconde semaine d'exploitation. Après un mois d'exploitation, il dépasse le nombre d'entrées du premier film.
|                     | Box-office                     |
| ------------------- | ------------------------------ |
| Mondial             | 581 464 305 $                  |
| États-Unis / Canada | 254 464 305 $                  |
| Australie           | 3 371 018 $                    |
| Belgique            | 3 513 993 $                    |
| France              | 2 505 081 entrées 23 152 607 $ |
| Allemagne           | 42 168 493 $                   |
| Italie              | 13 505 147 $                   |
| Royaume-Uni         | 53 496 869 $                   |
| Suisse              | 507 000 entrées                |

## Distinctions
Entre 2011 et 2012, Very Bad Trip 2 a obtenu des nominations dans diverses catégories,.

### Distinctions en 2011
| Évènement          | Catégorie / Récompense                  | Nommé(es) / Lauréat(es)                       | Nommé(es) / Lauréat(es) |
| ------------------ | --------------------------------------- | --------------------------------------------- | ----------------------- |
| Teen Choice Awards | Meilleur pétage de plombs               | Ed Helms                                      | Lauréat                 |
| Teen Choice Awards | Meilleur acteur dans un film de comédie | Ed Helms                                      | Nomination              |
| Teen Choice Awards | Meilleur acteur dans un film de comédie | Zach Galifianakis                             | Nomination              |
| Teen Choice Awards | Meilleure alchimie                      | Ed Helms, Zach Galifianakis et Bradley Cooper | Nomination              |
| Teen Choice Awards | Voleur de scène                         | Ken Jeong                                     | Nomination              |
| Teen Choice Awards | « Female Scene Stealer »                | Crystal the Monkey                            | Nomination              |

### Distinctions en 2012
| Évènement                            | Catégorie / Récompense                                                                       | Nommé(es) / Lauréat(es)             | Nommé(es) / Lauréat(es) |
| ------------------------------------ | -------------------------------------------------------------------------------------------- | ----------------------------------- | ----------------------- |
| Guild of Music Supervisors Awards    | Meilleure supervision musicale pour les films d'un budget supérieur à 20 millions de dollars | George Drakoulias                   | Nomination              |
| MTV Movie Awards,                    | Meilleur acteur de comédie                                                                   | Zach Galifianakis                   | Nomination              |
| Golden Trailer Awards                | Meilleure affiche de comédie                                                                 | Warner Bros.                        | Lauréat                 |
| Golden Trailer Awards                | Meilleur spot télévisé comique                                                               | Warner Bros. et Seismic Productions | Nomination              |
| Golden Trailer Awards                | Meilleure musique de bande-annonce                                                           | Warner Bros. et Seismic Productions | Nomination              |
| Evening Standard British Film Awards | Blockbuster de l'année                                                                       | Very Bad Trip 2                     | Nomination              |
| People's Choice Awards               | Comédie préférée                                                                             | Very Bad Trip 2                     | Nomination              |
| People's Choice Awards               | Distribution d'ensemble préférée                                                             | Very Bad Trip 2                     | Nomination              |
| Russian National Movie Awards        | Meilleure comédie étrangère de l'année                                                       | Very Bad Trip 2                     | Nomination              |
| Rembrandt Awards                     | Meilleur film international                                                                  | Very Bad Trip 2                     | Nomination              |

## Analyse